# Lygodactylus somalicus
Espèce
Lygodactylus somalicus est une espèce de geckos de la famille des Gekkonidae.

## Répartition
Cette espèce se rencontre au Kenya, en Somalie et en Éthiopie.

## Liste des sous-espèces
Selon The Reptile Database (10 octobre 2012) :
- Lygodactylus somalicus battersbyi Pasteur, 1962
- Lygodactylus somalicus somalicus Loveridge, 1935

## Publications originales
- Loveridge, 1935 : New geckos of the genus Lygodactylus from Somaliland, Sudan, Kenya, and Tanganyika. Proceedings of the Biological Society of Washington, vol. 48, p. 195-200 (texte intégral).
- Pasteur, 1962 : Notes préliminaires sur les lygodactyles (gekkonidés). II. Diagnose de quelques Lygodactylus d'Afrique. Bulletin de l'Institut fondamental d'Afrique noire, vol. 24, p. 606-614.